# Bellevigne
Bellevigne es una comuna nueva francesa situada en el departamento de Charente, en la región de Nueva Aquitania.

## Historia
Fue creada el 1 de enero de 2017, en aplicación de una resolución del prefecto de Charente de 22 de junio de 2016 con la unión de las comunas de Éraville, Malaville, Nonaville, Touzac y Viville, pasando a estar el ayuntamiento en la antigua comuna de Malaville.

## Demografía
| Gráfica de evolución demográfica de Bellevigne entre 1800 y 2019 |
|                                                                  |

Los datos entre 1800 y 2013 son el resultado de sumar los parciales de las cinco comunas que forman la nueva comuna de Bellevigne, cuyos datos se han cogido de 1800 a 1999, para las comunas de Éraville, Malaville, Nonaville, Touzac y Viville de la página francesa EHESS/Cassini. Los demás datos se han cogido de la página del INSEE.

## Composición
| Comuna delegada | Código INSEE | Población (2013) | Superficie (km²) | Densidad (hab./km²) |
| --------------- | ------------ | ---------------- | ---------------- | ------------------- |
| Éraville        | 16129        | 213              | 5.47             | 39                  |
| Malaville       | 16204        | 427              | 12.82            | 33                  |
| Nonaville       | 16247        | 193              | 6.90             | 28                  |
| Touzac          | 16386        | 430              | 15.65            | 27                  |
| Viville         | 16417        | 122              | 2.93             | 42                  |